# Ceuthobiella minutissima
Ceuthobiella minutissima es una especie de cucaracha (insecto del orden Blattodea) de la familia Blattidae.

## Distribución geográfica
Se encuentra en Brasil.